# Castello Matagrifone
Il castello Matagrifone (o rocca Guelfonia) era una piazzaforte medievale che si trovava a Messina. Oggi il torrione sopravvissuto alle vicende cittadine e al terremoto serve da supporto alla struttura campanaria del Sacrario di Cristo Re, eretto sui ruderi dell'antica fortezza.

## Storia

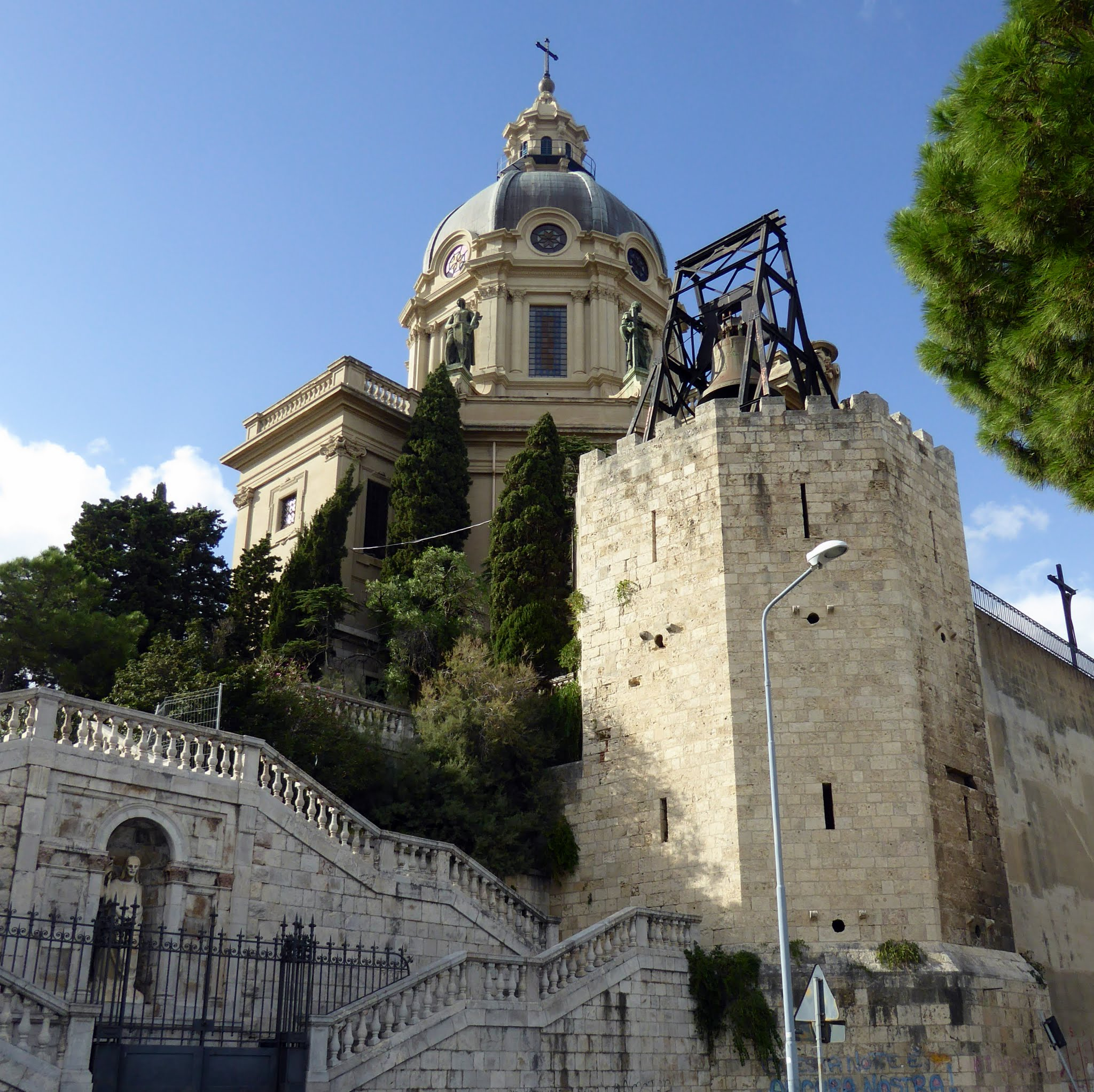
Messina: il torrione rimasto del castello Matagrifone

Costruito inizialmente intorno al 1061 da Roberto il Guiscardo, signore di Sicilia, come un castello di legno, poi potenziato da Riccardo I d'Inghilterra, venne in gran parte demolito prima della sua partenza da Messina nel 1191 per la conquista di Cipro. Un altro riferimento al maniero si ha al tempo dei Vespri siciliani, come il luogo in cui il vicario di Carlo I d'Angiò e la sua famiglia si rifugiarono durante la rivolta fino a quando non venne negoziata la loro partenza sicura.
L'epiteto che lo caratterizza aveva il significato di ammazzagrifoni come solitamente i nordeuropei denominavano i levantini e i greci. Il nome rocca guelfonia, invece, è ascrivibile al fatto che il monarca inglese Riccardo Cuor di Leone fosse guelfo.
Nel 1240 l'imperatore e re di Sicilia Federico II fece risorgere la rocca rasa al suolo dal sovrano plantageneto. Passò poi a Carlo I d'Angiò e, nel 1283, a Pietro III d'Aragona, marito della regina Costanza di Svevia, figlia di Manfredi e ultima della dinastia, che vi soggiornò per un certo periodo. La ricca iconografia realizzata dal XV secolo ha permesso di ricomporre per sommi capi l'evoluzione architettonica della costruzione fortificata.
Negli ultimi anni del Quattrocento la fortezza venne ingrandita per ordine di Ferdinando II d'Aragona e, nella torre superstite, si può tuttora leggere un'epigrafe celebrativa dell'evento. Dopo i danni subiti da un'esplosione, nel 1536 Carlo V d'Asburgo incaricò l'architetto bergamasco Antonio Ferramolino di ristrutturare Matagrifone che fino al Settecento sottostette alle conseguenze del malcontento dei messinesi nei confronti della Spagna. Nel 1759 gli agostiniani scalzi presero possesso di una parte del fortilizio. Nel 1838 fu adibito a carcere borbonico, dieci anni dopo di nuovo seriamente danneggiato dai messinesi nell'ambito dei moti rivoluzionari.
Il castello è anche noto poiché, durante il regno del re Giacomo II di Aragona, nel 1287, venne utilizzato come prigione per la baronessa Macalda di Scaletta, consorte di Alaimo da Lentini, uno dei protagonisti dei Vespri siciliani: con lei, accuratamente abbigliata, l'emiro di Tunisi Margam ibn Sebir, per passare il tempo, giocava a scacchi.
L'unica torre ottagonale, in cui è stata posizionata una grande campana, rimasta a testimoniare la medievale rocca è conosciuta localmente come "torre di Macalda". Dell'antico complesso castrense restano pure alcuni baluardi, strutture limitrofe e un ingresso cinquecentesco.